# Abdoulaye Koulibaly
Pour les articles homonymes, voir Koulibaly.
Abdoulaye Koulibaly né en 1994 à Conakry, est un ingénieur informaticien et expert en télécommunications guinéen.
Depuis le 14 mars 2025, il est le directeur national adjoint des services de diffusion au ministre de l'information et de la communication.

## Biographie et études
Abdoulaye né en 1994 à Conakry, est le fils d'Ibrahima Koulibaly, ancien gardien de but de Hafia 77 et d'une commerçante Mama Camara.
Il a fait ses études à Conakry, notamment à l'école primaire de Hamdallaye, le collège 2 Donka puis le lycée 2 octobre de Kaloum où il obtient son baccalauréat en 2014 options sciences mathématiques
Orienter à l'université Mahatma Gandhi de Lambanyi, où il obtient une licence professionnelle en télécommunication en 2018.

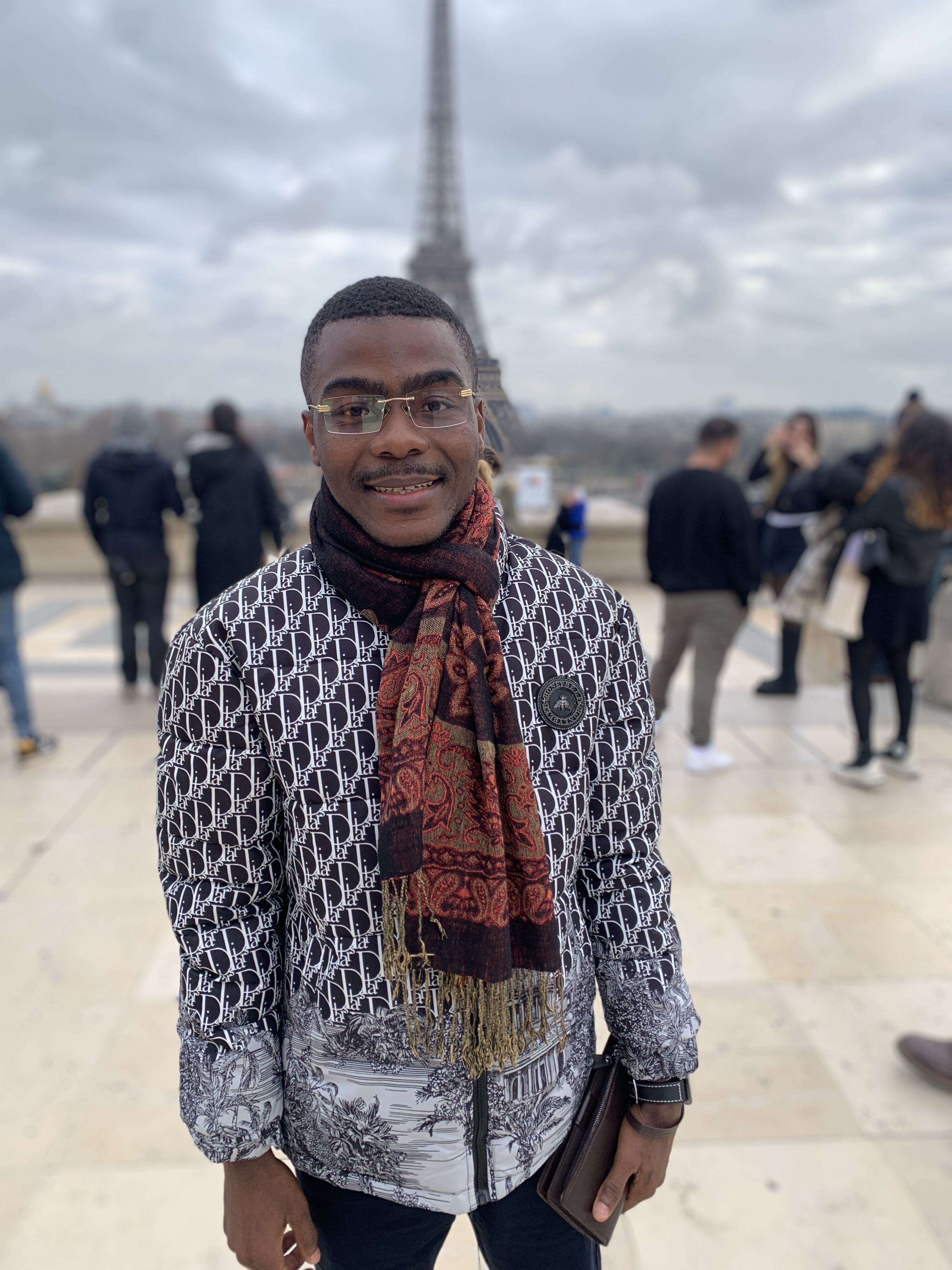

## Parcours professionnel
Abdoulaye Koulibaly a débuté en septembre 2020 à février 2022, comme ingénieur développeur à l’agence nationale de l’innovation et de l’économie numérique (ANIEN) sous la tutelle du ministère des postes, des télécommunications et de l’économie numérique,.
Fondateur de Koulbytech en 2022, de février 2022 au 14 mars 2025, il est le responsable technique du site web et digital à la Radiodiffusion télévision guinéenne (RTG),,,.
Depuis le 14 mars 2025, il est nommé par décret au poste de directeur national adjoint des services de diffusion au ministre de l'information et de la communication.

## Prix et reconnaissances
- 2024 : Lauréat du prix continental sur l’intelligence artificielle décerné par l’Union africaine des radiodiffusions (en) (UAR)[9].
- 2024 : Lauréat du prix continental d’accès à l’électricité décerné par la Banque Mondiale.
- 2021 : Prix du meilleur technicien audiovisuel lors des Médias Awards[10],[11].
- 2019 : Prix du meilleur espoir journaliste de presse en ligne à la Radiodiffusion Télévision Guinéenne (RTG) lors du réveillon Miss RTG[12].